# Fernandocrambus pepita
Fernandocrambus pepita là một loài bướm đêm trong họ Crambidae.